# Proshizonotus primus
Proshizonotus primus är en stekelart som först beskrevs av Boucek 1988.  Proshizonotus primus ingår i släktet Proshizonotus och familjen puppglanssteklar. Inga underarter finns listade i Catalogue of Life.